# Бершвайлер-бай-Баумгольдер
Бершвайлер-бай-Баумгольдер (нім. Berschweiler bei Baumholder) — громада в Німеччині, розташована в землі Рейнланд-Пфальц. Входить до складу району Біркенфельд. Складова частина об'єднання громад Баумгольдер.
Площа — 6,64 км2. Населення становить 532 ос. (станом на 31 грудня 2020).